# Држилово
Држилово (мкд. Држилово) је насеље у Северној Македонији, у северном делу државе. Држилово припада општине Сопиште, која окупља јужна предграђа Града Скопља.

## Географија
Држилово је смештено у северном делу Северне Македоније. Од најближег већег града, Скопља, насеље је удаљено 25 km јужно.
Насеље Држилово је у оквиру историјске области Кршијак, која се обухвата долину Маркове реке, јужно од Скопског поља. Насеље је смештено на североисточним падинама планине Караџице, док се северозападно тло спушта у клисуру Маркове реке. Надморска висина насеља је приближно 840 метара.
Месна клима је планинска због знатне надморске висине.

## Становништво
Држилово је према последњем попису из 2002. године имало 362 становника.
Претежно становништво у насељу су Турци (67%), а мањина су етнички Македонци (32%). Почетком 20. века искључиво становништво у насељу били су Турци, који су се делом иселили у матицу.
Већинска вероисповест је ислам, а мањинска православље.